# Little Joe 2
Little Joe 2 (LJ-2) est une mission « semi-habitée » du programme Mercury.
Réalisée le 4 décembre 1959, un macaque rhésus du nom de Sam — acronyme de la School of Aviation Medicine de San Antonio — est à bord. La mission ne parvient pas à aller dans l'espace, atteignant seulement une altitude de 88 kilomètres. 

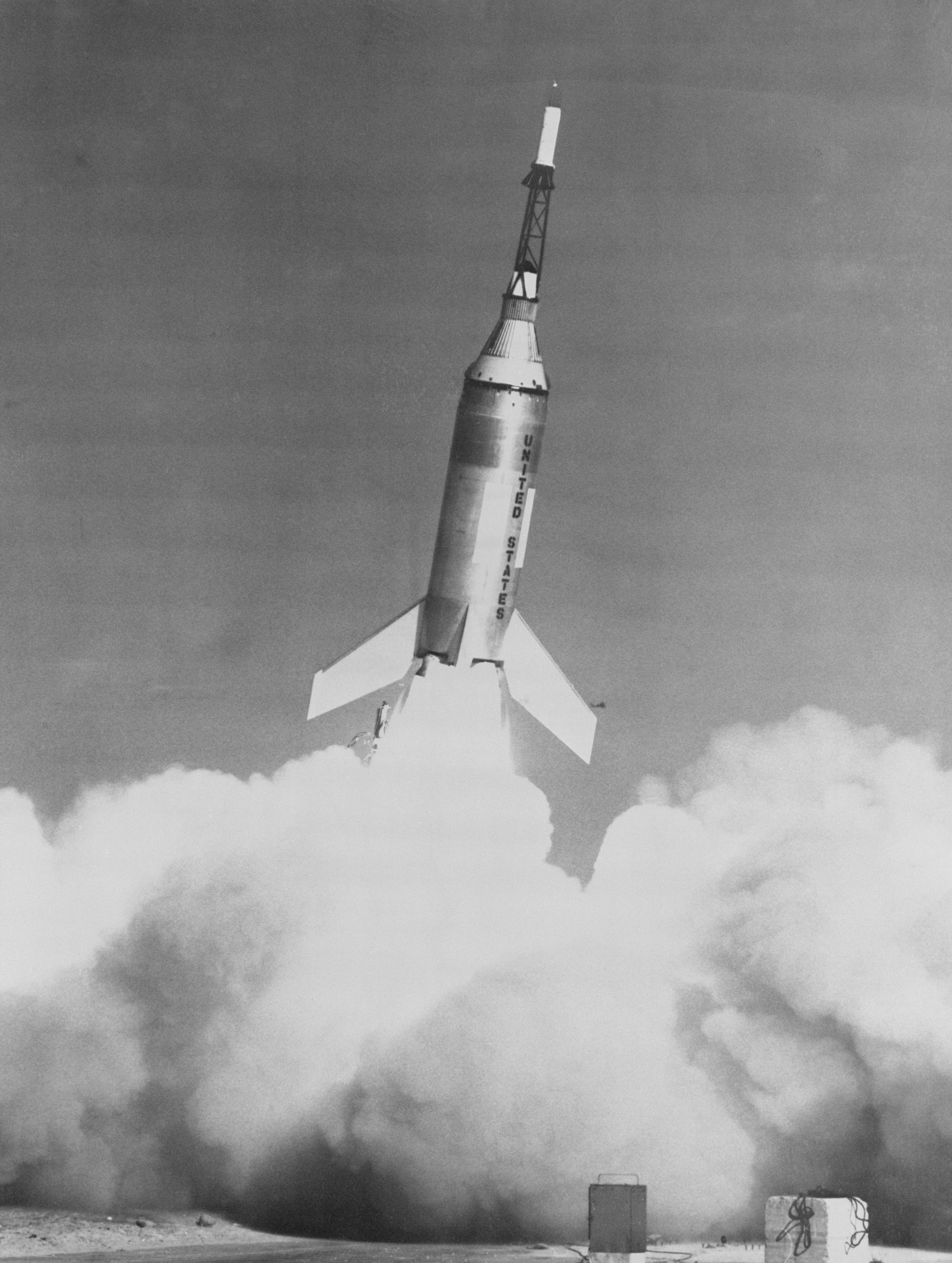
Little Joe 2